# Gilles Jacquier
Gilles Jacquier (Évian-les-Bains, 1968. október 25. – Homsz, Szíria, 2012. január 11.) francia nemzetiségű fotóriporter, a France 3, majd a France 2 tévécsatornák munkatársa, aki pályafutása jelentős részében haditudósítóként tevékenykedett. 2012. január 11-én a szíriai Homszban vesztette életét, máig tisztázatlan körülmények között, miközben a város ostromáról tudósított. Jacquier volt az első nyugati újságíró, aki a szíriai polgárháborúban vesztette életét.

## Élete
Gilles Jacquier 1991-ben kezdte meg újságírói pályafutását, a France 3 tévécsatorna munkatársaként. 1994 – 1998 között a tévécsatorna számára készített helyszíni riportokat Dél-Afrikában, Nepálban és Japánban. 1999-től a France 2 munkatársa lett, melynek megbízásából a koszovói-, iraki- és afganisztáni-háborúkról készített helyszíni riportokat. 2002-ben, miközben a második intifádáról tudósított Nábluszban, súlyosan megsebesült egy palesztin orvlövész golyójától.
2012 januárjában a szíriai kormány engedélyével Szíriába utazott, hogy az egyre jobban eszkalálódó konfliktusról tudósítson. 2012. január 11-én egy kormányellenes demonstrációról tudósított, mikor tisztázatlan körülmények között életét vesztette. Egyes szemtanúk állítása szerint egy mesterlövész, míg mások szerint egy rakétatámadás végzett vele. A fotóriporter felesége szerint azonban Jacquiert Asszef Savkat és Maher el-Aszad személyes parancsára gyilkolták meg.
Nicolas Sarkozy francia elnök és Alain Juppé külügyminiszter elítélte a támadást és követelte a szíriai hatóságoktól, hogy derítsenek fényt a gyilkosság körülményeire.